# Tarauacá
Tarauacá es un municipio de Brasil situado al noroeste del estado de Acre. Su población es de 37.619 habitantes ( 2006) y su extensión es de 15.553 km² (1,73 h/km²). La ciudad fue fundada el 1 de octubre de 1907.
Limita al norte con el estado de Amazonas, al sur con el  municipio de  Jordão, al este con el municipio de Feijó, al oeste con los municipios de Cruzeiro do Sul y Porto Walter , y al sudoeste con el municipio de  Marechal Thaumaturgo.
Por el municipio discurre el curso alto del río Tarauacá, un afluente del río Juruá, al que debe su nombre.

## Economía
La economía del municipio se basa en la agricultura, la ganadería, la pesca y la explotación del caucho y la madera para la exportación. Cuenta también con pequeñas industrias de muebles, cerámica y cemento. La base de la economía siguen siendo los funcionarios públicos, aunque año tras año, el porcentaje de participación de estos en la economía disminuye
|  | 66,5 |

|  | 24,7 |

|  | 8,8 |

|  | 66,5 |

|  | 24,7 |

|  | 8,8 |